# Porto Mauá
Porto Mauá es un municipio brasileño del estado de Río Grande del Sur.
Se encuentra ubicado a una latitud de 27º34'31" Sur y una longitud de 54º40'05" Oeste, estando a una altitud de 142 metros sobre el nivel del mar. Su población en 2010 era de 2.542 habitantes. El municipio se encuentra a orillas del río Uruguay y tiene frontera fluvial con la ciudad argentina de Alba Posse, Misiones. Se está evaluando la construcción de un posible puente internacional que una a ambos países.
Ocupa una superficie de 105,56 km².

## Historia

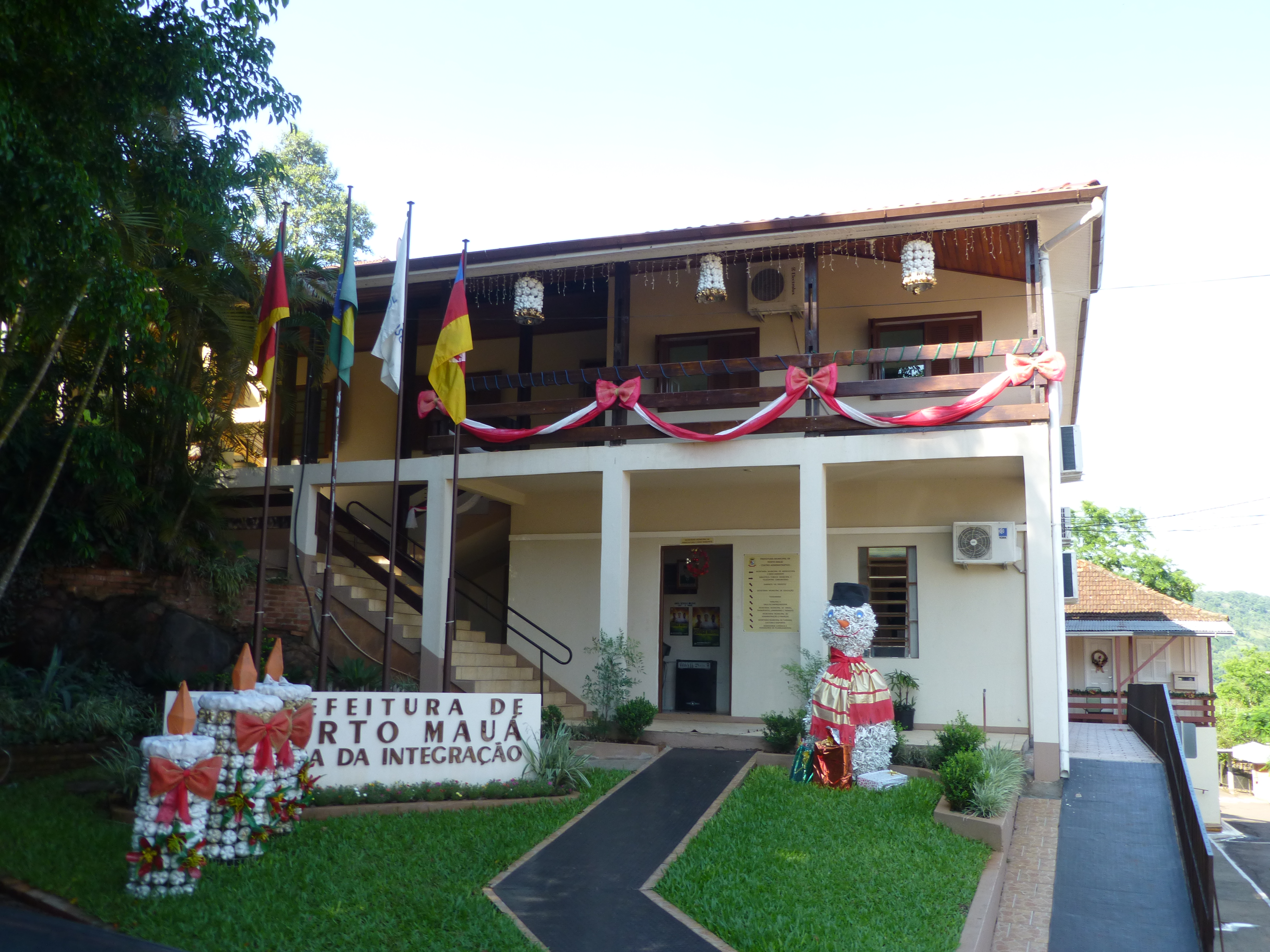
Edificio Municipal.

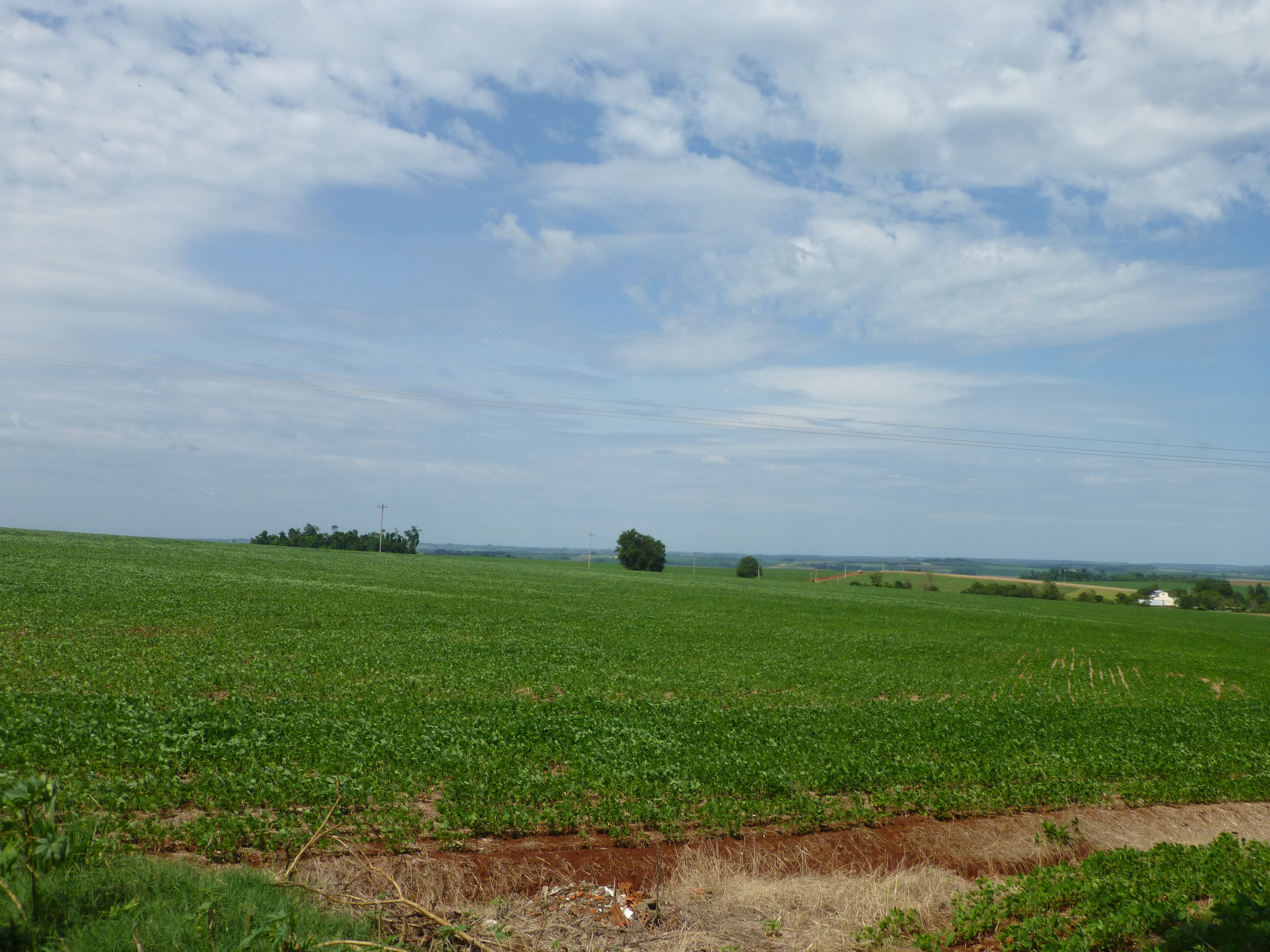
Plantaciones de soja en el área rural de Porto Mauá.

El municipio debe su nombre a Irineu Evangelista de Souza, el Barón de Mauá, Vizconde de Mauá, quien se destacó por incentivar la navegación como medio de comunicación y transporte. Anteriormente, el municipio era llamado Lajeado Jacarezinho, debido a la existencia de un riacho que se localiza al este de la ciudad. En sus comienzos este territorio perteneció al municipio de Santo Ângelo, que luego fue desmembrado y pasó a ser parte del municipio de Santa Rosa. El 20 de marzo de 1992, Porto Mauá consigue la categoría de municipio y deja de ser un distrito de Santa Rosa.
Porto Mauá desarrolló en función al puerto que posee sobre las aguas del río Uruguay y mantiene desde el año 1930 un fuerte intercambio comercial con la ciudad de Alba Posse, en la Argentina. En sus comienzos eran usados barcos rústicos, pero actualmente se utilizan modernas embarcaciones de hierro que pueden transportar hasta 12 vehículos.

## Educación
Porto Mauá cuenta con dos escuelas, una estadual y otra municipal, las cuales tienen enseñanza preescolar, primaria y secundaria contando actualmente con una plantilla total de 30 docentes. En 2012, la cantidad total de alumnos en todos los niveles representaba 379 matrículas.

## Economía
Además del intercambio comercial que genera su puerto fluvial, Porto Mauá basa su economía en el sector agropecuario, destacándose la producción de soja y maíz en granos.

## Comunicaciones

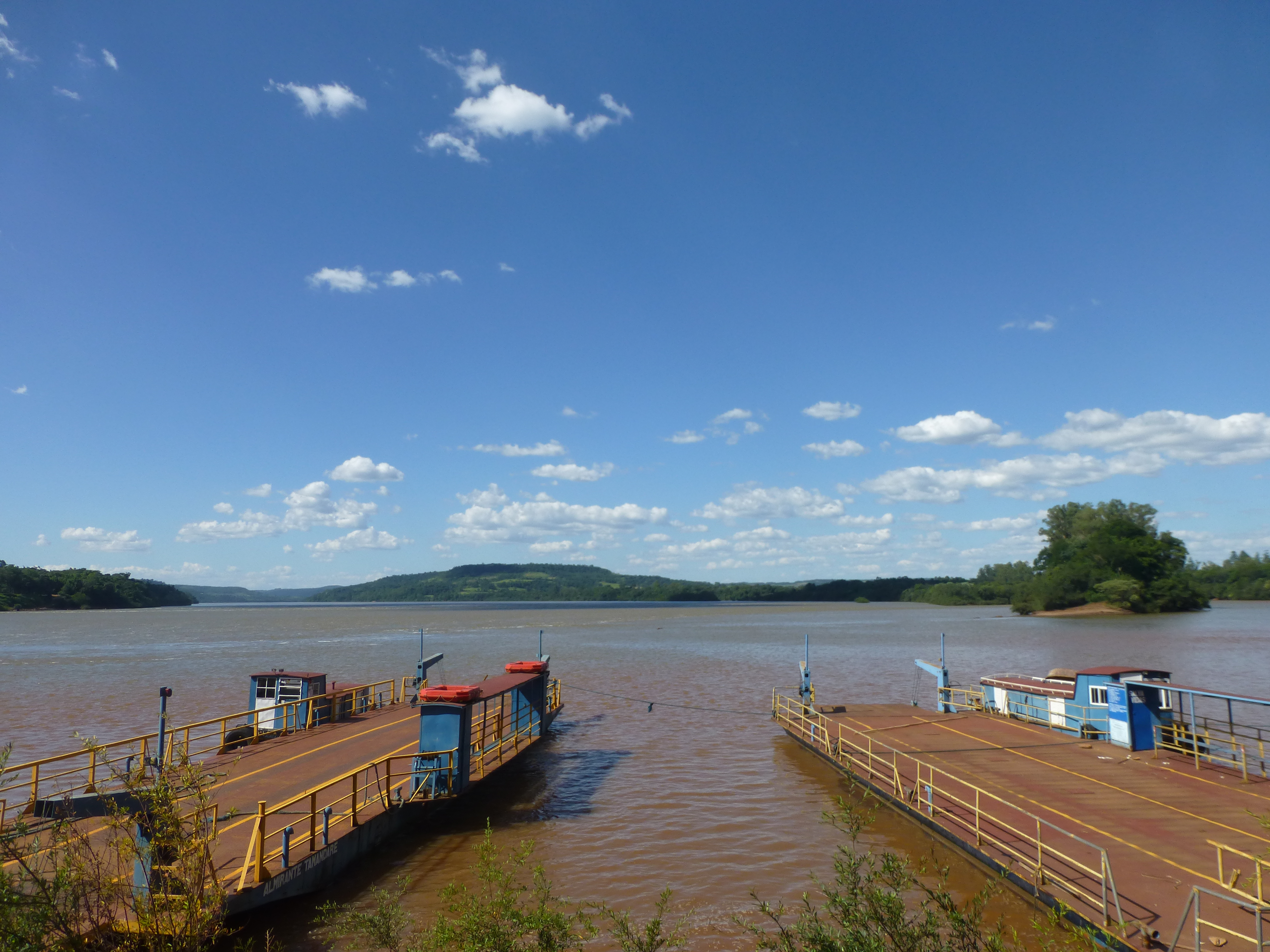
Balsas amarradas en Porto Mauá.

Porto Mauá, se encuentra separada de Alba Posse (Argentina) por medio del río Uruguay. La conexión entre ambas ciudades se realiza por medio de un servicio de balsas, que operan en horarios diurnos. Este servicio se ve interrumpido en diversos momentos del año debido a las frecuentes inundaciones del Uruguay, que dejan inhabilitado el paso internacional y bajo agua gran parte del municipio. Cuando esto ocurre, las alternativas son el Puente de la Integración (ubicado a 242 kilómetros al sur), que une las ciudades de Santo Tomé y São Borja, o el paso de frontera seca (ubicado a 285 kilómetros al norte), que comunica las ciudades de Bernardo de Irigoyen con la de Dionísio Cerqueira.

### Puente internacional
El 3 de febrero de 2012 se firmó un acuerdo en la ciudad de Foz de Iguazú entre Departamento Nacional de Infraestructura de Transportes (DNIT) de Brasil y el Ministerio de Planificación de la Argentina donde las partes se comprometían a iniciar los estudios de viabilidad técnica, económica y ambiental en un plazo de 230 días. Los estudios fueron terminados a finales de 2015 y desde el DNIT se confirmó que el primer puente a construirse será el de Alba Posse-Porto Mauá con un inicio estimado de las obras para 2016 o a más tardar, principios de 2017. El proyecto además contempla, una vez finalizado este puente, la construcción de dos viaductos más entre las ciudades de San Javier-Porto Xavier y las de Alvear-Itaqui.
El 6 de agosto de 2012 este paso fronterizo fue habilitado para la importación y exportación de cargas. El puente beneficiaría acuerdos comerciales y mejoraría la integración de la región.